# Insat-4C
Insat-4C war ein indischer Kommunikations- und Mehrzwecksatellit, der für Rundfunk und Telekommunikation genutzt werden sollte. Der Start erfolgte am 10. Juli 2006 mit der indischen Trägerrakete GLSV vom Weltraumbahnhof Satish Dhawan Space Centre auf Sriharikota. Er wäre der zweite von sieben Satelliten der Insat-4-Serie im Orbit gewesen. Er wurde am 10. Juli 2006 an Bord einer GSLV-Trägerrakete gestartet. Infolge des Druckverlustes eines der vier Booster musste die Rakete gesprengt werden.
Am 2. September 2007 startete Indien den Ersatzsatelliten Insat-4CR. Er ist baugleich mit dem Trabanten, der ein Jahr zuvor verloren ging.

## INSAT-Anwendung
- Nachrichtentechnik
- Fernsehen, speziell Direct-to-Home
- Suche und Rettung von Menschen
- Meteorologie
- Radionetzwerkanschluss